# Dali (Königreich)
Das Königreich Dali (chinesisch 大理國 / 大理国, Pinyin Dàlǐguo, 937–1253) der Bai befand sich auf dem Gebiet der heutigen Provinz Yunnan in China.

## Geschichte

China im Jahr 1142

Das Königreich Dali wurde von Duan Siping im Jahr 937 gegründet und wurde von 22 aufeinander folgenden Königen bis zum Jahr 1253 regiert, als es durch eine Invasion des Mongolischen Reiches zerstört wurde. Seine Hauptstadt war Dali.
Chinesische Quellen bezeichnen diese Völker als dunkelhäutig, was heute kaum noch der Realität entspricht. Im Jahr 836 verbot die Tang-Dynastie, die sich zunehmend von Händlern der Seidenstraße bedroht sahen, den Chinesen den Umgang mit „farbigen Menschen“, befahl 843 im ganzen Reich chinesische Kleidung zu tragen und verbot fremde Religionen was zu großen Unruhen und Aufständen in China führte. 900 putschte ein General namens Zhu Wen, und erhob sich zum Kaiser, der aber schon nach 9 Jahren gestürzt wurde. Die daraus entstehenden Reiche waren nicht in der Lage die Provinz zu halten. Dies dürfte die Reichsbildung des Königreiches Dali durch Nanzhao verursacht haben, der vermutlich das Militär der Provinz Yunnan befehligte. Auf ähnliche Weise gelang es 938 dem ersten Reich der Vietnamesen die Unabhängigkeit von China zu erreichen.
Dem Königreich Dali ging die Nanzhao-Dynastie voraus, die 902 gestürzt wurde. 
Drei Dynastien folgten schnell aufeinander, bis Duan Siping im Jahr 937 die Macht ergriff und Dali gründete. Gao Shengtai zwang den Marionettenkönig Duan Zhengming 1095 zur Abdankung und zum Eintritt ins Mönchsleben und benannte den Staat in Dazhong um. Vor seinem Tod gab er die Macht an die Duan-Familie zurück. Duan Zhengchun benannte im nächsten Jahr den Staat in Hou Li („die Spätere Dali“) um.
Der 11. König von Nanzhao führte den Buddhismus als Staatsreligion ein. Zehn der 22 Könige von Dali entsagten dem Thron und wurden Mönche. Seit 1274 (Einsetzung Sayyid Ajalls) gehört es zur Provinz Yunnan in China.

## Sprache und Volk
Die Sprache des Reiches war Tai, sodass dieses Königreich als Ursprung der nördlichen Tai-Völker und damit der Tai-Kadai-Sprachen gesehen wird. Eine Gruppe Barbaren, die als Tai bezeichnet wurden, tauchen bereits im 2. Jhd. der chinesischen Geschichtsschreibung auf. Sie waren Nachbarn der ebenfalls als barbarisch eingestuften Miao, Yao, Dong und Zhuang das die heute chinesische Nachbarprovinzen Guizhou und Guangxi (eventuell auch Dong in Guangdong) bewohnte, sodass von einer irgendwie gearteten Verwandtschaft dieser Sprachen ausgegangen werden muss. 
Die Herkunft der Dali ist unbekannt, die größte Gruppe Tai-Sprecher lebt heute in Thailand. Chinesische Wissenschaftler tendieren generell dazu diese Minderheitensprachen als Sinotibetische Sprachen einzuordnen. Abgesehen von einer großen Anzahl Lehnworte wird dies von europäischen Wissenschaftlern jedoch ausgeschlossen und sowohl Tai-Kadai als Miao-Yao als eigenständige Sprachfamilie angesehen. Bis heute ist der Streit nicht entschieden. Infolge der Eroberung gingen diese Völker größtenteils in den Han-Chinesen auf.

## Struktur
Das politische und religiöse Zentrum des Königreichs Dali war das Gebiet am Erhai-See westlich des Gaoligong Shan, in dem die Herrscher die Präfektur Téngchōng mit der Hauptstadt Dali errichteten. Diese wurde von einem Präfekten verwaltet dessen Amt erblich und den dort ansässigen einflussreichen Familien vorbehalten war. Die Präfektur Téngchōng erstreckte sich vom Fluss Longchuan bis zum Oberlauf des Irrawaddy und bildete so die westlichste Verwaltungseinheit und Grenzregion des Königreiches.